# KOPP
KOPP (Kinderen van Ouders met Psychische Problemen) is, zowel in Nederland als in Vlaanderen, de naam van een doelgroep in de geestelijke gezondheidszorg. In Nederland is de groep nauw verwant met de KVO (Kind van Verslaafde Ouder). Vaak wordt daar dan ook gesproken van KOPP/KVO. In Vlaanderen spreekt men dan over KOAP, kinderen van ouders met alcoholproblemen of kinderen van ouders met afhankelijkheidsproblemen.

## Definitie
Instanties betrokken bij geestelijke gezondheidszorg voor de jeugd in Nederland hanteren de volgende definitie voor een KOPP-kind:
"een jeugdige van wie één of beide ouders psychische en/of verslavingsproblemen heeft/hebben"

## Doelgroep
Naar schatting zijn er per jaar 405.000 ouders met psychische problemen in Nederland, die samen 577.000 kinderen hebben. De kinderen uit deze KOPP-gezinnen kunnen onderverdeeld worden in de volgende groepen: 
- kinderen die nog minderjarig zijn en dus nog afhankelijk van hun ouder(s) met psychische problemen;
- volwassenen die zijn opgegroeid met ouders met psychische problemen.

Waar het gaat over de minderjarige KOPP is preventie van belang. Volwassen KOPP vragen en/of hebben behoefte aan andere vormen van hulpverlening. Circa één-derde van hen heeft geen geestelijke gezondheidszorg nodig, pakweg een derde van hen doet met enige regelmaat een beroep op ambulante vormen van geestelijke gezondheidszorg en het laatste derde ontwikkelt zelf eveneens chronische psychische problematiek waaronder het ontwikkelen van een verslaving, depressie, angst-, gedrags- en/of persoonlijkheidsstoornis. KOPP-kinderen vertonen vaker dan gemiddeld parentificatie, schaamte- en schuldgevoel en verminderd zelfvertrouwen.

## Organisaties
Organisaties die zich bezighouden met deze doelgroep zijn onder andere de Nederlandse stichting MIND Naasten Centraal en het Vlaamse vereniging zonder winstoogmerk Similes; zij organiseren onder meer lotgenotengroepen en ontmoetingsdagen. In Vlaanderen neemt Familieplatform Geestelijke Gezondheid de rol van kenniscentrum rond KOPP op zich.

## Noot
1. 1 2  (nl) Richtlijn Kinderen van ouders met psychische problemen (KOPP) voor jeugdhulp en jeugdbescherming, 2e herziene druk 2015,
opgesteld door NIP, NVO, BPSW en uitgegeven door het Trimbos-instituut. PDF-versie van het richtlijn. Gearchiveerd op 28 december 2022.